# Suspiria (film 2018)
Suspiria è un film del 2018 diretto e co-prodotto da Luca Guadagnino.
La pellicola è il remake dell'omonimo film del 1977 diretto da Dario Argento il cui titolo è un richiamo al romanzo Suspiria De Profundis di Thomas de Quincey. Tra le protagoniste figurano Dakota Johnson, Tilda Swinton (che interpreta ben tre ruoli), Chloë Grace Moretz, Mia Goth e Jessica Harper, quest'ultima interprete protagonista del film originale, qui in un ruolo minore.
Guadagnino ha dichiarato che Suspiria non è esplicitamente un remake del film di Argento, bensì un omaggio alla "potente emozione" da lui provata quando vide il film originale. La colonna sonora è stata composta da Thom Yorke, leader del gruppo Radiohead.

## Trama
Il film è suddiviso in sette atti.
Atto primo: 1977
Durante il cosiddetto Autunno tedesco, epoca di recrudescenza della stagione terroristica, la ballerina americana Susie Bannion, ripudiata da sua madre e dalla sua comunità mennonita in Ohio, si trasferisce a Berlino Ovest per far parte della prestigiosa compagnia di ballo Markos Tanz. Essa ha appena perso una delle sue allieve, Patricia Hingle, ritenuta ufficialmente dedita alla clandestinità, unendosi al gruppo terroristico noto come la Baader-Meinhof. In realtà è sparita dopo aver raccontato al suo psicoterapeuta, il dottor Josef Klemperer, di aver scoperto che la scuola nasconde una congrega di streghe la cui suprema sarebbe una certa Helena Markos. Secondo la versione della ragazza, ella si proclamerebbe quale personificazione di una delle tre divinità infernali conosciute come le Tre Madri, ovvero Mater Suspiriorum, la Madre dei Sospiri. Estremamente longeva ma non eterna e prossima alla morte, sarebbe in cerca di un corpo giovanile in cui trasmigrare. Il dottore, ritenendola una manifestazione di follia, inizia a indagare su quanto avviene nella scuola. 
Fin dalla sua audizione, Susie si mostra talentuosa e determinata, tanto da attirare le attenzioni della coreografa Madame Blanc. Costei avrebbe il compito di trovare la ragazza adatta per la Markos, ma il suo ruolo si rivela alquanto ambiguo.
Atto secondo: Palazzi di lacrime
La congrega sta affrontando un periodo di crisi di leadership. Le insegnanti sono divise in due fazioni, quella di Madame Markos, continua assertrice delle proprie prerogative demoniache, e quella di Madame Blanc, che dubita dell'onnipotenza, riconfermando democraticamente l'anziana leader a seguito di una votazione.
In realtà la divisione tra le due fazioni sarà sempre più subdola e marcata, tanto che la fragile Miss Griffith si suiciderà. Susie viene promossa per il balletto del Volk; al suo primo giorno di prove Olga, scelta inizialmente per sostituire Patricia nel ruolo di protagonista, si scaglia contro Madame Blanc e tutte le altre prima di fuggire via indignata. Susie, ossessionata dalla coreografia al punto di conoscerne i passi a memoria, prende il suo posto: mentre lei danza, Olga si ritrova in una sala prove e i movimenti di Susie si trasferiscono magicamente sul suo corpo, causandole fratture e lesioni interne e lasciandola agonizzante. Le streghe la porteranno poi nel loro covo segreto: viene lasciato intendere che prima Patricia e poi Olga fossero state scelte come corpo ospite di Helena Markos, ma che siano state eliminate poiché avevano compreso il legame tra la magia della Scuola e gli avvenimenti politici tedeschi. Susie, remissiva e ossessionata dalla danza, sembra ora la candidata ideale.
Atto terzo/quarto: Prendere in prestito/Prendere
Il rapporto tra Madame Blanc e Susie si rafforza, con la prima intenta a tirar fuori i talenti dell'altra, allo scopo di capire se possa essere davvero un'ospite perfetta per la Markos. Intanto il dottor Klemperer avvicina Sara, un'altra allieva della scuola, e le racconta ciò che gli aveva rivelato Patricia. Dapprima scettica, la ragazza diventa man mano sospettosa e a sua volta indaga, arrivando a trovare l'ingresso del covo recondito delle streghe.
Atto quinto: Nella casa della Madre (Tutti i piani sono Tenebre)
Intanto Susie diventa la protagonista di Volk e le ragazze si esibiscono in una performance pubblica alla quale assiste anche Klemperer. Durante il numero Sara trova Patricia, ancora viva ma sfigurata. Raggiunta dalle streghe la ragazza scappa, ma si frattura una gamba; le streghe la guariscono e la ipnotizzano perché danzi la coreografia. Durante lo spettacolo a un certo punto gli occhi neri di Sara diventano azzurri come quelli di Susie e viceversa. Di colpo Sara collassa in preda a una crisi isterica e la performance viene interrotta. Klemperer va via, non senza notare il cambio di colore e di atteggiamento in Sara. Successivamente Madame Blanc rimprovera Susie per aver improvvisato i passi di danza, impedendo alle streghe di manipolare il corpo di Sara: viene lasciato intendere che ormai l'americana è completamente soggiogata dalle streghe della scuola.
Atto sesto: Suspiriorum
Il giorno dopo questi accadimenti, durante un'escursione nella Germania Est Klemperer ritrova sorprendentemente sua moglie Anke, scomparsa durante la Seconda guerra mondiale e da lui ritenuta morta. Lei gli spiega di aver finto la morte per scampare ai nazisti e di essersi fatta una nuova vita nel Regno Unito. Il dottore le fa passare il confine per Berlino Ovest e i due passeggiano per la città, finché l'uomo non si rende conto di essere giunto alla Scuola di Danza Markos. In quella, Anke si rivela una illusione creata dalle streghe, e Klemperer viene rapito e condotto all'interno della Scuola. Intanto Madame Blanc comprende che è arrivato il momento che la Markos prenda possesso del corpo di Susie; la prepara e la conduce nei sotterranei della scuola, dove è stato allestito un sabba al quale assistono Helena Markos (che si rivela una strega vecchissima) e lo stesso Klemperer, utilizzato come testimone, una figura necessaria al rito. Mentre le streghe straziano i corpi di Sara, Olga e Patricia, Madame Blanc si rende conto che qualcosa non va e propone alla Markos di interrompere il rito. Quest'ultima, alterata, decapita parzialmente la Blanc, e subito dopo chiede a Susie di rinnegare sua madre; all'assenso della ragazza, questa, da tempo malata, muore maledicendola nella sua casa in Ohio. Tuttavia, Susie si rivela la vera incarnazione di Mater Suspiriorum, arrivata nella Scuola con lo scopo di punire Helena Markos per aver usurpato il suo nome: invoca quindi la Morte, che apparsa in forma cadaverica, uccide Helena Markos e tutte le streghe che le avevano giurato fedeltà, a eccezione di Miss Tanner, risparmiando invece quelle che avevano votato per madame Blanc. Patricia, Olga e Sara le chiedono poi la grazia di morire, e Susie gliela concede, prima di mettersi a capo del sabba.
Epilogo: Una pera a fette
Il giorno dopo viene rilasciato il Dottor Klemperer fortemente scosso. La Scuola riprende le attività, mentre Madame Blanc viene ritrovata gravemente ferita ma ancora viva. Susie si reca dal dottor Klemperer e, dopo avergli rivelato che Anke è morta nel Campo di concentramento di Theresienstadt, gli cancella la memoria, liberandolo dall'ossessione per la Scuola di danza e dai sensi di colpa per la morte di sua moglie, di Sara e Patricia.
Alla fine dei titoli di coda, appare Susie che con un gesto cancella la memoria anche al pubblico.

## Produzione

### Sviluppo
Nel 2008 era stato annunciato un remake di Suspiria del 1977 dal regista David Gordon Green, che ha co-scritto la sceneggiatura. Il cast prevedeva Isabelle Huppert, Janet McTeer e Isabelle Fuhrman. Tuttavia, secondo Green, i conflitti con lo studio che finanziava hanno portato al fallimento del progetto.
Durante il Festival di Venezia 2015, Luca Guadagnino ha annunciato che avrebbe diretto un remake del film di Dario Argento che sarebbe stato realizzato l'anno successivo. La nuova sceneggiatura è firmata da David Kajganich, che aveva già collaborato con Guadagnino in A Bigger Splash.

### Riprese
Le riprese sono state eseguite tra Varese e Berlino. Per la scena dell'Accademia di danza è stato scelto il Grand Hotel Campo dei Fiori che sorge arroccato su una montagna nei pressi nel capoluogo lombardo. Costruito nel 1912, l'albergo è stato chiuso nel 1968 e lasciato in totale abbandono, necessitando per il film un'opera di ricostruzione, attentamente supervisionata da Guadagnino, da sempre appassionato di architettura e design. Altre scene sono state girate in un rifugio antiaereo, costruito nell’ottobre del 1943, sotto i Giardini Estensi di Varese.
Nella capitale tedesca è stata girata la scena della stazione della metropolitana U-Bahn – dove si scorge il titolo del film in alcune indicazioni – e del Paris Bar in Kantstrasse, sede dalla riunione serale delle insegnanti e delle allieve dell'Accademia.

### Coreografie
A differenza del film originario, in cui erano presenti poche sequenze di ballo, il film di Guadagnino fa della danza uno dei suoi punti chiave e mette in scena performance di ballo proprio in molti dei suoi momenti salienti. Coerentemente con il periodo in cui il film è ambientato, Suspiria presenta dunque molte coreografie in stile di danza contemporanea che traggono ispirazione dal lavoro di grandi ballerine quali Sasha Waltz e Isadora Duncan. A curare tali coreografie è stato Damien Jalet, scritturato dallo stesso Guadagnino dopo aver assistito ad una sua performance al Louvre. Per le scene danzate, Guadagnino ha scritturato delle ballerine professioniste e non delle attrici vere e proprie. Per quanto riguarda Dakota Johnson, l'attrice ha studiato danza per circa un anno appositamente per prepararsi per questa parte sebbene nello stesso periodo fosse impegnata nelle riprese di Cinquanta Sfumature di Rosso.

## Colonna sonora
La colonna sonora è realizzata dal musicista Thom Yorke, cantante del gruppo rock Radiohead, ed è stata pubblicata il 26 ottobre 2018 come doppio LP dalla XL Recordings. Il 4 settembre viene pubblicato un singolo dalla colonna sonora, Suspirium.

## Promozione

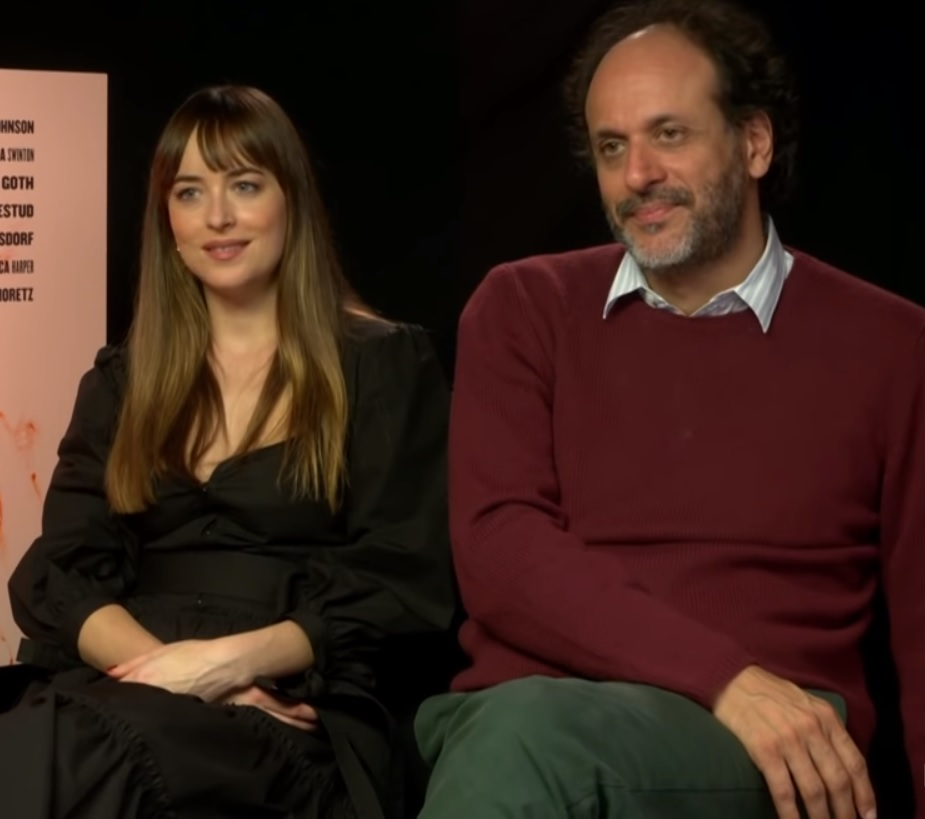
Dakota Johnson e Luca Guadagnino durante un'intervista promozionale

Il primo teaser trailer ufficiale è stato diffuso il 4 giugno 2018. Il promo ufficiale è stato diffuso il 23 agosto 2018, seguito dalla prima clip ufficiale diffusa su YouTube il 28 agosto 2018. La locandina ufficiale è stata diffusa il 30 agosto 2018. Il 3 dicembre 2018 esce il primo trailer italiano, seguito da alcuni promo e il 22 dicembre dalla prima clip ufficiale. Il 28 dicembre sul sito di TGcom24 esce una clip di 4 minuti in anteprima esclusiva.

## Distribuzione
Il film ha partecipato in concorso alla 75ª Mostra internazionale d'arte cinematografica di Venezia il 1º settembre 2018. Il film è uscito nelle sale cinematografiche statunitensi il 26 ottobre 2018, mentre nelle sale italiane il 1º gennaio 2019. Il 31 dicembre è stato proiettato in anteprima a Varese, città in cui sono state girate quasi tutte le scene.

## Accoglienza

### Incassi
Nonostante sia stato apprezzato in Italia (ma con giudizi non unanimi), il film non è stato particolarmente gradito dal pubblico internazionale: a fronte di un budget di 20 milioni di dollari, l'opera ha ricevuto un incasso mondiale inferiore agli 8 milioni di dollari. A questi vanno aggiunti 1,1 milioni di dollari incassati nel mercato home video.

### Critica
Il film ha ricevuto critiche generalmente positive. Il sito Rotten Tomatoes gli assegna un punteggio del 65% degli apprezzamenti e un voto di 6,90 su 10 sulla base di 325 recensioni, mentre Metacritic gli assegna un voto di 64 su 100 sulla base di 56 recensioni.
Dario Argento, regista del film originale pur apprezzando alcuni dettagli tecnici del film, ha tuttavia espresso critiche negative sull'opera, affermando:

## Riconoscimenti
- 2018 – Mostra internazionale d'arte cinematografica[22]
  - Soundtrack Stars Award al miglior brano originale 2018 (Suspirium) a Thom Yorke[23]
  - Premio La Pellicola d'Oro ai migliori effetti speciali a Franco Ragusa
  - In competizione per il Leone d'oro al miglior film
- 2019 – Nastro d'argento
  - Migliori costumi a Giulia Piersanti
  - Candidatura per il Miglior film
  - Candidatura per il Miglior regista a Luca Guadagnino
  - Candidatura per il Migliore montaggio a Walter Fasano
- 2019 – Ciak d'oro
  - Migliori costumi a Giulia Piersanti[24]

## Sequel
Il film aveva il titolo provvisorio Suspiria: Part One, con Guadagnino e Kajganich che lo concepivano come la prima metà di una storia più grande. Hanno pianificato la seconda parte per esplorare le origini di Madame Blanc e Helena Markos e il futuro di Suzy Bannion. Il sottotitolo è stato eliminato in modo che Suspiria fosse considerato un'opera a sé stante.
Guadagnino ha detto che sarebbe interessato a sviluppare la seconda parte se il film fosse un successo commerciale. Ha espresso interesse a realizzare un prequel su Markos, ambientato centinaia di anni prima del primo film, dicendo: «Nella mente continua a tornarmi questa immagine molto particolare di Helena Markos, che se ne sta da sola in un villaggio della Scozia o della Spagna del 1212. Vaga per questo villaggio cercando di trovare un modo per manipolare le donne che lo abitano. Ho questa immagine che mi tormenta, letteralmente. So che lei era lì, so che se ne va in giro da sei, settecento anni prima dell'inizio del mio Suspiria».
Nel 2020, Guadagnino ha affermato che un sequel era impossibile, poiché Suspiria era stato «un disastro al botteghino».